# Ormosia
Ormosia é um género botânico de árvores e arbustos pertencente à família Fabaceae.
Este gênero apresenta cerca de 123 espécies descritas aceitas, sendo 35 delas nativas e quinze endêmicas do Brasil.
A distribuição do gênero se dá principalmente nas regiões tropicais da América e Ásia.
O gênero foi descrito pela primeira vez pelo botânico George Jackson no ano de 1811.
Alguns dos usos comuns do gênero são serraria e artesanato.
As sementes de várias espécies do gênero são usadas como miçanga em colares devido à sua aparência ornamental.
O nome do gênero "Ormosia" vem do grego, ὅρμος/όrmos, e significa colar, fazendo referência a um dos usos de suas sementes coloridas.

## Morfologia
As plantas do gênero tem poste de árvore ou arbustivo.
Os brotos são glabros ou subtendidos por estípulas. 
As folhas são alternadas, raramente subopósticas, imparipinadas, paripinadas ou raramente simples (1-foliolato) e contém de um a dezenove folíolos.
As estípulas são geralmente pequenas ou discretas, raramente ausentes.
Os folíolos são oposto, muitas vezes coriáceos ou densamente com textura de papel; as stipels ("estípulas" do folíolo em inglês) são geralmente ausentes.
As inflorescências são paniculares ou racemosas, axilares ou terminais.
As brácteas são pequenas e caducas.
O cálice é campanulado; possui cinco "dentes" desiguais e dois dos superiores são conados.
A corola é mais comprida que o cálice e possui cor branca, amarela, lavanda ou púrpura
As pétalas possuem padrão suborbicular, asas e quilhas oblíquas, formato obovado-oblongo, quilha e pétalas livres.
A perte masculina possui dez estames que são expostos, livres ou apenas levemente basalmente coonados, subigual, encurvados; anteras pequenas, versáteis, subdesenvolvidas ou degeneradas em alguns filamentos.
A parte feminina possui ovário subséssil; de um a muitos óvulos; estilete longo, filiforme e encurvado; estigma oblíquo ou terminal.
Os frutos são leguminosos, amadeirados ou coriáceos, raramente indeiscentes, comprimidas lateralmente a quase cilíndricas, possuem formato ovado para oblongo ou obovado, de uma a muitas sementes; suas válvulas internas são septadas entre sementes ou sem septos; suturas sem asas; o cálice é persistente ou decíduo.
As sementes possuem coloração vermelha, escarlate, marrom ou preta, às vezes de 2 tons.
O hilum atinge raramente mais de meio comprimento de semente, possui coloração branca.
O cotilédone é muitas vezes carnudo.

## Espécies

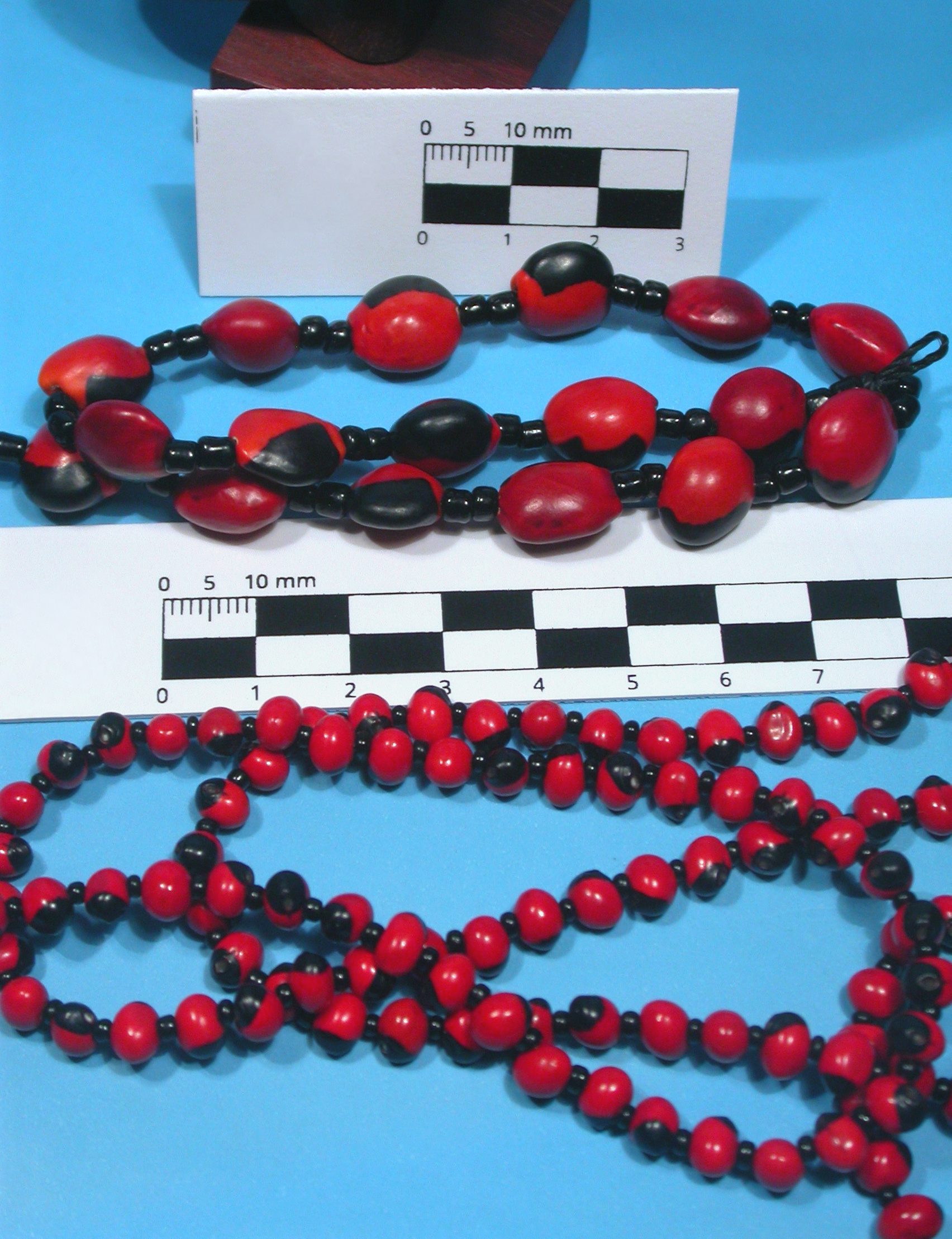
Dos colares feitos com sementes (acima: O. coccinea; abaixo: Abrus precatorius) combinadas com contas pretas.

### Espécies descritas
- O. amazonica Ducke
- O. antioquensis Rudd
- O. apiculata L.Chen
- O. arborea (Vell.) Harms
- O. assamica Yakovlev
- O. avilensis Pittier
- O. bahiensis Monach.
- O. balansae Drake
- O. bancana (Miq.) Merr.
- O. bolivarensis (Rudd) C.H. Stirt.
- O. boluoensis Y.Q. Wang & P.Y. Chen
- O. bopiensis J.F.Macbr.
- O. calavensis Blanco
- O. cambodiana Gagnep.
- O. chevalieri Niyomdham
- O. cinerea Benoist
- O. coarctata Jacks.
- O. coccinea (Aubl.) Jacks.
- O. colombiana Rudd
- O. costulata (Miq.) Kleinhoonte
- O. coutinhoi Ducke
- O. crassivalvis Gagnep.
- O. cruenta Rudd
- O. cuatrecasasii Rudd
- O. discolor Benth.
- O. elata Rudd
- O. elliptica Q.W.Yao & R.H.Chang
- O. emarginata (Hook. & Arn.) Benth.
- O. eugeniifolia R.H.Chang
- O. excelsa Benth.
- O. fastigiata Tul.
- O. ferruginea R.H.Chang
- O. flava (Ducke) Rudd
- O. fordiana Oliv.
- O. formosana Kaneh.
- O. friburgensis Glaz.
- O. froesii Rudd
- O. glaberrima Y.C.Wu
- O. glauca Wall.
- O. gracilis Prain
- O. grandiflora (Tul.) Rudd
- O. grandistipulata Whitmore
- O. grossa Rudd
- O. hekouensis R.H.Chang
- O. hengchuniana T.C. Huang, S.F. Huang & K.C. Yang
- O. henryi Prain
- O. hoaensis Gagnep.
- O. holerythra Ducke
- O. hosiei Hemsl. & E.H.Wilson
- O. howii L.Chen
- O. indurata L.Chen
- O. inflata Merr. & L.Chen
- O. intermedia N. Zamora
- O. isthmensis Standl.
- O. jamaicensis Urb.
- O. kerrii Niyomdham
- O. krugii Urb.
- O. laosensis Niyomdham
- O. larecajana Rudd
- O. lignivalvis Rudd
- O. longipes L.Chen
- O. macrocalyx Ducke
- O. macrodisca Baker
- O. macrophylla Benth.
- O. maguireorum Rudd
- O. melanocarpa Kleinhoonte
- O. merrilliana H.Y. Chen
- O. microphylla Merr. & L.Chen
- O. minor Vogel
- O. monosperma (Sw.) Urb.
- O. nanningensis L.Chen
- O. napoensis Z.Wei & R.H.Chang
- O. nitida Vogel
- O. nobilis Tul.
  - O. n. var. santaremnensis (Ducke) Rudd
- O. nuda (F.C.How) R.H.Chang & Q.W.Yao
- O. oaxacana Rudd
- O. olivacea L.Chen
- O. ormondii (F.Muell.) Merr.
- O. pachycarpa Benth.
- O. pachyptera L.Chen
- O. panamensis Benth.
- O. paniculata Merr.
- O. paraensis Ducke
- O. penangensis Ridl.
- O. peruviana Rudd
- O. pingbianensis W.C.Cheng & R.H.Chang
- O. pinnata (Lour.) Merr.
- O. poilanei Niyomdham
- O. polita Prain
- O. pubescens R.H.Chang
- O. purpureiflora L.Chen
- O. revoluta Rudd
- O. robusta Baker
- O. ruddiana Yakovlev
- O. saxatilis K.M.Lan
- O. scandens Prain
- O. schippii Standl. & Steyerm.
- O. schunkei Rudd
- O. semicastrata Hance
- O. sericeolucida L.Chen
- O. simplicifolia Merr. & L.Chen
- O. smithii Rudd
- O. solimoesensis Rudd
- O. steyermarkii Rudd
- O. stipulacea Meeuwen
- O. stipularis Ducke
- O. striata Dunn
- O. subsimplex Spruce ex Benth.
- O. sumatrana (Miq.) Prain
- O. surigaensis Merr.
- O. tavoyana Prain
- O. tonkinensis Gagnep.
- O. tovarensis Pittier
- O. travancorica Bedd.
- O. tsangii L.Chen
- O. velutina Rudd
- O. venezolana Rudd
- O. venosa Baker
- O. vicosana Rudd
- O. williamsii Rudd
- O. xylocarpa Merr. & L.Chen
- O. zahnii Harms

### Espécies nativas do Brasil
No Brasil foram reconhecidas cerca de 35 espécies nativas sendo que quinze delas são endêmicas. Elas ocorrem em quase todo o território brasileiro. As nativas são:

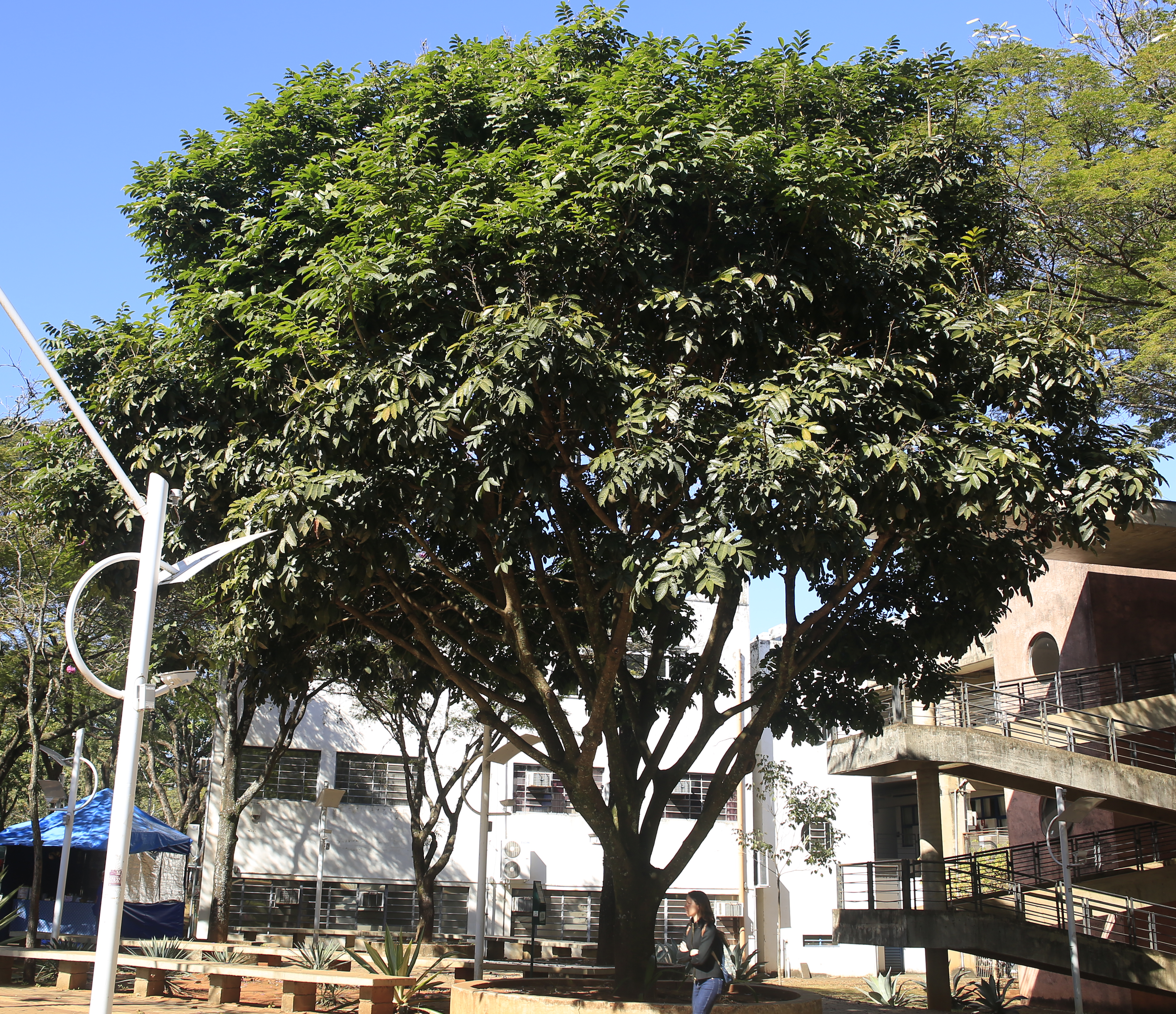
O. arborea da unicamp.

- O. altimontana Meireles & H.C.Lima
- O. amazonica Ducke
- O. arborea (Vell.) Harms
- O. bahiensis Monach.
- O. coarctata Jacq.
- O. coccinea Jacks.
- O. coutinhoi Ducke
- O. discolor Spruce ex Benth.
- O. elata Rudd
- O. excelsa Benth.
- O. fastigiata Tul.
- O. flava (Ducke) Rudd
- O. friburgensis Taub. ex Glaz.
- O. froesii Rudd
- O. grandiflora (Tul.) Rudd
- O. grossa Rudd
- O. holerythra Ducke
- O. lewisii D.B.O.S.Cardoso, C.H.Stirt. & Torke
- O. lignivalvis Rudd
- O. limae D.B.O.S.Cardoso & L.P.Queiroz
- O. macrocalyx Ducke
- O. macrophylla Benth.
- O. minor Vogel
- O. nitida Vogel
- O. nobilis Tul.
- O. paraensis Ducke
- O. ruddiana Yakovlev
- O. smithii Rudd
- O. solimoesensis Rudd
- O. steyermarkii Rudd
- O. stipularis Ducke
- O. timboensis D.B.O.S.Cardoso, Meireles & H.C.Lima

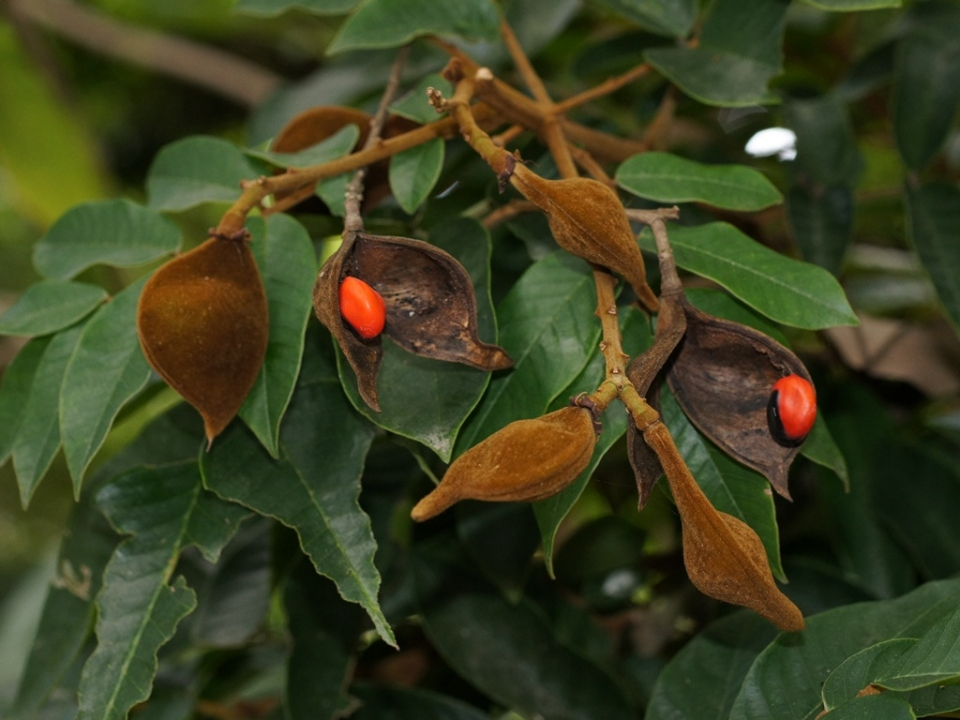
Folhas, frutos e sementes de O. monosperma.

- O. trifoliolata Huber
- O. vicosana Rudd
- O. williamsii Rudd